# Questar
Questar Corporation est une société située à New Hope, Pennsylvanie, qui fabrique des appareils d'optique de précision pour l'industrie, le spatial, le militaire et les astronomes amateurs. Ses télescopes grand public sont commercialisés sous la marque  "Questar" et sont considérés comme la "Rolls-Royce" des télescopes astronomiques.  

## Origines et historique
Questar est fondé en 1950 par Lawrence E. Braymer (1901 - 1965). Inventeur de génie,  Braymer crée Questar pour développer et commercialiser des télescopes de Maksutov et d'autres appareils d'optique aussi bien pour le grand public, que pour l'industrie ou le gouvernement américain. Après sa mort, sa femme Peggy puis le Dr. Douglas M. Knight après 1976 ont continué à faire progresser la société.  En 2001 Questar Corporation a été reprise par Donald J. Bandurick, président directeur général de la société "National Engineering and Manufacturing".  

## Produits
Les télescopes de Questar sont mondialement utilisés pour des applications spatiales, militaires, de surveillance policière ou douanière, dans l'industrie et la recherche scientifique, et par de nombreux astronomes et ornithologues amateurs.  Parmi les produits commercialisés par Questar, on trouve :   
- Les télescopes astronomiques et terrestres Maksutov-Cassegrain de 3,5 et 7 pouces pour le marché des amateurs passionnés.

- Les télescopes Maksutov-Cassegrain de surveillance.

- Les microscopes longue distance, une version modifiée des télescopes Maksutov Cassegrain permettant d'imager des objets à courte distance et utilisées en recherche et dans les procédés de contrôle qualité en fabrication.

- Des Maksutov Cassegrains spécialement développés pour le calibrage de radar et de systèmes d'imagerie /Harmonisation.

### Le Questar 3.5” Maksutov Cassegrain

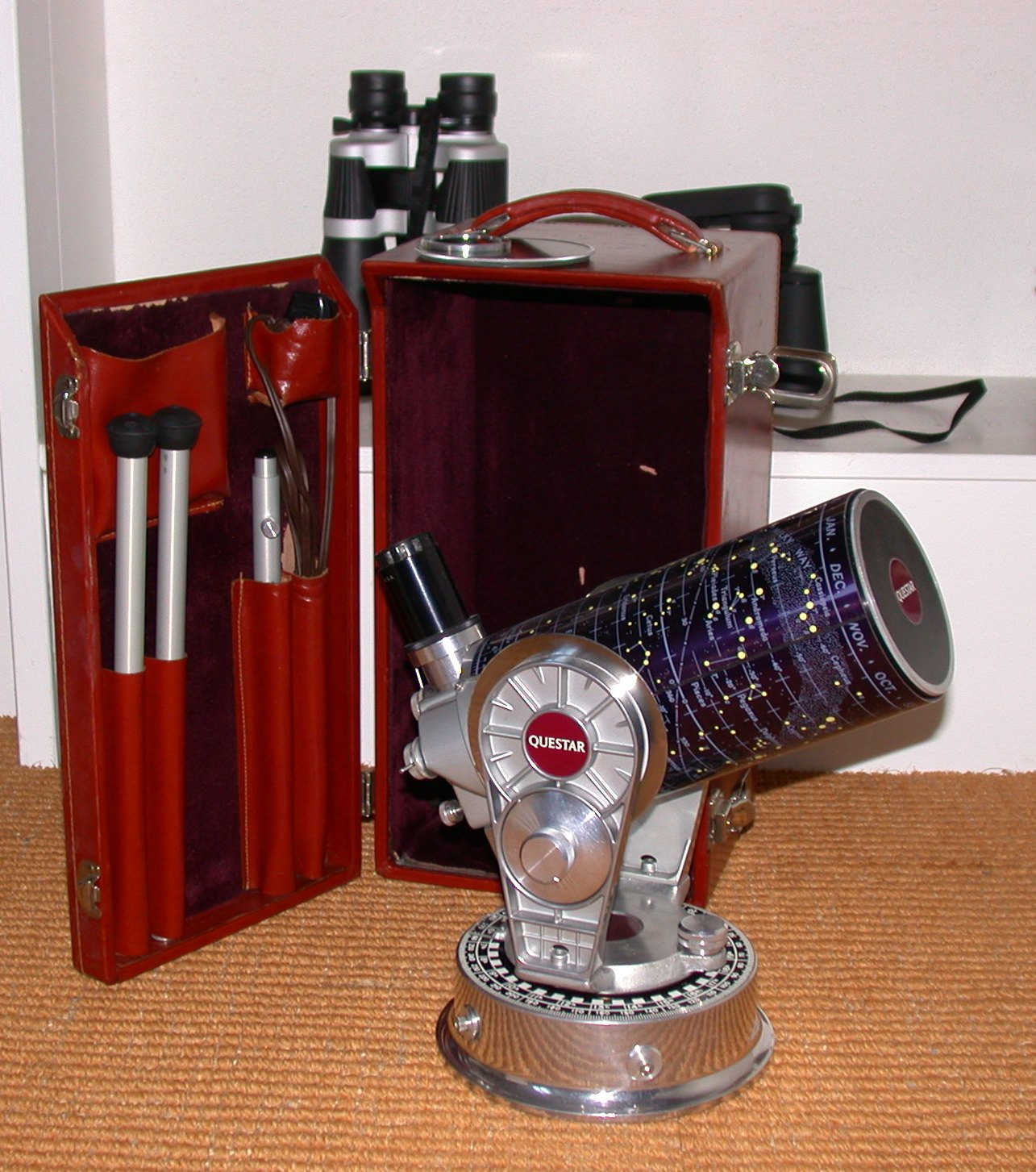
Questar 3 ½”.

Développé tout de suite après la Seconde Guerre mondiale, le Questar 3.5” a été pendant longtemps le produit phare de la société. Le but  recherché par Braymer pour ce télescope a été sa portabilité, sa compacité et sa facilité d'utilisation. Le principe de base est un objectif catadioptrique Maksutov, nommé d'après son inventeur Dmitry Maksutov, avec un réflecteur Cassegrain modifié créant un chemin optique replié compact (ce type de télescope est aussi appelé "Spot- Maksutov").  Le miroir secondaire est un spot aluminé de la face interne du ménisque. 
Le Questar 3.5” est entré en production commerciale en 1954 et est devenu presque immédiatement une référence grâce à ses nombreuses publicités dans les magazines spécialisés en astronomie, sciences, photographie et de prestigieuses revues  telles que National Geographic. De nombreux articles ont été publiés sur l'appareil, se focalisant principalement sur sa qualité optique et mécanique, ses valeurs éducationnelles, sa facilité d'utilisation et ses nombreuses adaptations avec des caméras et des téléobjectifs. Le Questar est un produit artisanal compliqué, fabriqué en petite série, son prix de vente a toujours été relativement élevé.  Malgré cela, le Questar a gagné une réputation inégalée et est devenu un must pour qui peut se l'offrir.

### Le Questar 3.5” et sa légende
- Ce modèle était initialement prévu pour être un télescope de 5", mais Braymer décida qu'un  télescope  d'une telle taille ne correspondait pas au marché qu'il désirait atteindre car il serait trop lourd et trop onéreux.

- Un Questar 3.5” standard fait partie des collections du   Smithsonian Institution  à Washington, D.C.  (U.S.A) ;  Le télescope est présenté découpé afin de révéler les nombreuses innovations uniques et brevetées du Questar.

- Des versions du Questar 3.5” ont été utilisées par la NASA à ses débuts. Les premières images télescopiques de la terre prises par des astronautes dans l'espace l'ont été en septembre 1965 avec un  Questar 3.5” à partir d'un vaisseau spatial Gemini.  Les astronautes d'Apollo ont utilisé des télescopes Questar lors de leur mission sur la lune.  Les photos qu'ils ont prises avec un Questar à plus de 1600 km de distance, d'un objet de moins de 4 m de dimension, ont fait la page de couverture du  New York Times.

- Les télescopes Questar ont toujours été très populaires chez de nombreux scientifiques et personnes célèbres:  Wernher von Braun  par exemple en a acheté un en 1959. .

Johnny Carson, scénariste, acteur et animateur de télévision américain, reconnu comme un astronome amateur passionné a acheté un des premiers modèles.  De même que Peter Sellers l'acteur rendu célèbre pour son personnage de l'inspecteur Clouseau dans les différents films de la Panthère rose,  Dave Garroway créateur et animateur du " Today Show" ou  Arthur C. Clarke  l'auteur de 2001, l'Odyssée de l'espace et bien d'autres.  
- Un Questar 3.5" a été offert par le président américain Eisenhower au roi Mohammed V du Maroc.

- Filmographie :

Le Flingueur (The Mechanic) : dans ce film de 1972, Charles Bronson joue le rôle d'un tueur à gage et utilise un télescope Questar pour observer ses victimes.
Body Double  de Brian De Palma en 1984.

### Les autres télescopes Questar
- Pendant un certain temps, Questar a produit une version plus courte, le Questar 700, ouverte à f/7.8 pour être utilisée comme téléobjectif photographique.

- Un modèle 7 pouces, a été développé ultérieurement mais en raison de son prix élevé comparé aux autres télescopes, il n'a jamais atteint la renommée du 3,5 pouces.  Récemment, Questar a reconçu son modèle 7 pouces et l'a renommé le " Titanium Light Weight Classic Seven".

Lors de la première guerre du Golfe, des bases de missiles SCUD installées au Koweit ont été « vues » d’une distance de 30 km par un Questar 7" automatisé, fabriqué par le département « Surveillance » de Questar.
- Bien que produit en très petite quantité, Questar offre aussi un modèle 12 pouces, couplé avec une monture équatoriale basée sur un entraînement de Byers.